# Spaniocentra purgata
Spaniocentra purgata là một loài bướm đêm trong họ Geometridae.